# Бартеневка
Бартеневка — село в Ивантеевском районе Саратовской области, административный центр сельского поселения Бартеневское муниципальное образование.
Население - 1100 (2010)

## История
Казённое село Бартеневка упоминается в Списке населённых мест Российской империи по сведениям за 1859 год. Село находилось по левую сторону почтового тракта из города Николаевска в Самару и относилось к Николаевскому уезду Самарской губернии. В селе проживали 615 мужчин и 590 женщин. Согласно Списку населённых мест Самарской губернии по сведениям за 1889 год село относилось к Николаевской волости Николаевского уезда. В селе проживало 1756 жителей. Земельный надел составлял 7828 десятины удобной и 464 десятины неудобной земли, имелось школа и 10 ветряных мельниц. Согласно переписи 1897 года в селе проживало 1719 человек, из них православных - 1717
Согласно Списку населённых мест Самарской губернии 1910 года село населяли преимущественно бывшие государственные крестьяне, русские, православные, 1060 мужчин и 1122 женщины, в селе имелись церковь, земская и церковно-приходская школы.

## Физико-географическая характеристика
Село находится в Заволжье, на реке Малый Иргиз. Река Малый Иргиз, прорезая западные отроги Каменного Сырта образует глубокую долину, склоны которой изрезаны балками и оврагами. Высота центра населённого пункта - 77 метров над уровнем моря. Рельеф местности равнинный. Почвы: чернозёмы обыкновенные и южные.
Село расположено в северо-западной части Ивантеевского района, примерно в 18 км по прямой от районного центра села Ивантеевка. По автомобильным дорогам расстояние до районного центра составляет 20 км, до областного центра города Саратов - 300 км, до Самары - 160 км.

## Население
Динамика численности населения по годам:
| Годы      | 1859 | 1889 | 1897 | 1910 | 2002 |
| --------- | ---- | ---- | ---- | ---- | ---- |
| Население | 1205 | 1756 | 1719 | 2182 | 1142 |

| 2002 | 2010  |
| ---- | ----- |
| 1142 | ↘1100 |

Национальный состав
Согласно результатам переписи 2002 года русские составляли 81 % населения села.